# (37253) 2000 WN188
2000 WN188 (asteroide 37253) é um asteroide da cintura principal. Possui uma excentricidade de 0.11480720 e uma inclinação de 4.45012º.
Este asteroide foi descoberto no dia 18 de novembro de 2000 por LONEOS em Anderson Mesa.